# Голубоглазка вильчатая
Голубогла́зка ви́льчатая (лат. Sisyrinchium dichotomum) — вид цветковых растений рода Голубоглазка (Sisyrinchium) семейства Ирисовые (Iridaceae).

## Ботаническое описание
Многолетнее травянистое растение, образует дерновинку ветвящихся стеблей до 40 см высотой со злаковидными листьями. Цветки одиночные, с 6 белыми листочками околоцветника, жёлтыми у основания, каждый до 0,75 мм длиной.
Плод — сферическая коробочка 0,2—0,3 см длиной.

## Распространение и местообитание
Обитает в Пидмонте в Северной Каролине и в Южной Калифорнии. Известно около 30 местонахождений, составляющих 5—7 популяций, крупнейшая из которых включает 1000 растений. Растёт на щелочных почвах на просеках по краям лесов, где сохраняется небольшой лесной полог. Также произрастает на прогалинах, где нет лесной подстилки или её слой тонок.

## Охранный статус
Многие популяции находятся в опасности. Голубоглазка вильчатая растёт в местах, подвергаемых постоянному вмешательству извне, таких как обочины дорог и на просеках около линий электропередач, одна популяция находится на территории, специально расчищенной под строительство. 2 популяции из 30 находятся под защитой Chimney Rock State Park.
Помимо разрушительной деятельности человека, растения также страдают от других проблем, включая захватывание их местообитаний инвазионными интродуцированными видами, такими как пуэрария дольчатая (Pueraria lobata) («вьюн, поглотивший юг»), жимолость японская (Lonicera japonica) и Microstegium vimineum. Хотя растениям наносит вред искусственное вмешательство в их местообитание, они приспособлены к таким естественным воздействиям как лесные пожары. Они не разрушают просеки и сохраняют тонкий слой лесной подстилки, как раз и необходимый растению.
Другой угрозой для голубоглазки вильчатой являются гербициды и эрозия почвы.
Хотя ещё в 1942 году вид был признан «достаточно распространённым», деятельность человека сделала его местообитания непригодными на большей части ареала. В настоящее время в США вид внёсён в список видов, находящихся в опасности.